# 1978-as labdarúgó-világbajnokság (egyenes kieséses szakasz)
Az 1978-as labdarúgó-világbajnokság egyenes kieséses szakasza június 24-én kezdődött, és június 25-én ért véget a Buenos Aires-i Estadio Monumentalban rendezett döntővel. Az egyenes kieséses szakaszban négy csapat vett részt, a középdöntő két csoportjának a győztesei és a csoportok második helyezettjei. Az egyenes kieséses szakasz 2 mérkőzésből állt: a harmadik helyért rendezett találkozóból és a döntőből.
A középdöntők győztesei bejutottak a döntőbe, a második helyen végző csapatok a bronzéremért mérkőzhettek.

## Résztvevők
A második forduló két csoportjából az első két helyezett csapat jutott a legjobb négy közé.
| Csoport | Győztesek (bejutottak a döntőbe) | Második helyezettek (a bronzéremért játszottak) |
| ------- | -------------------------------- | ----------------------------------------------- |
| A       | Hollandia                        | Olaszország                                     |
| B       | Argentína                        | Brazília                                        |

## Bronzmérkőzés
| 1978. június 24. 15:00 |

| Brazília               | 2–1               | Olaszország |
| ---------------------- | ----------------- | ----------- |
| Nelinho 64' Dirceu 72' | (0–1) Jegyzőkönyv | Causio 38'  |

| Estadio Monumental, Buenos Aires Nézőszám: 69 659 Játékvezető: Klein (izraeli) Asszisztensek: Gonzales Archundia (mexikói), Palotai Károly (magyar) |

| Brazília | Olaszország |

| GK                   | 1  | Émerson Leão      |       |       |
| DF                   | 13 | Nelinho           | 35'   |       |
| DF                   | 3  | Oscar             |       |       |
| DF                   | 4  | Amaral            |       |       |
| DF                   | 16 | Rodrigues Neto    |       |       |
| MF                   | 17 | Batista           | 44'   |       |
| MF                   | 5  | Toninho Cerezo    |       | 64'   |
| MF                   | 11 | Dirceu            |       |       |
| FW                   | 18 | Gil               |       | 45+1' |
| FW                   | 19 | Jorge Mendonça    |       |       |
| FW                   | 20 | Roberto Dinamite  |       |       |
| Cserejátékosok:      |    |                   |       |       |
| FW                   | 9  | Reinaldo          | 45+1' |       |
| FW                   | 10 | Roberto Rivellino | 64'   |       |
| Szövetségi kapitány: |    |                   |       |       |
| Cláudio Coutinho     |    |                   |       |       |

| GK                   | 1  | Dino Zoff            |     |     |
| DF                   | 6  | Aldo Maldera         |     |     |
| DF                   | 3  | Antonio Cabrini      |     |     |
| DF                   | 5  | Claudio Gentile      | 72' |     |
| DF                   | 8  | Gaetano Scirea       |     |     |
| MF                   | 4  | Antonello Cuccureddu |     |     |
| MF                   | 13 | Patrizio Sala        |     |     |
| MF                   | 9  | Giancarlo Antognoni  |     | 78' |
| MF                   | 16 | Franco Causio        |     |     |
| CF                   | 18 | Roberto Bettega      |     |     |
| CF                   | 21 | Paolo Rossi          |     |     |
| Cserejátékosok:      |    |                      |     |     |
| MF                   | 17 | Claudio Sala         |     | 78' |
| Szövetségi kapitány: |    |                      |     |     |
| Enzo Bearzot         |    |                      |     |     |

## Döntő
| 1978. június 25. 15:00 |

| Argentína                    | 3–1 (h. u.)       | Hollandia    |
| ---------------------------- | ----------------- | ------------ |
| Kempes 38' 105' Bertoni 116' | (1–1) Jegyzőkönyv | Nanninga 82' |

| Estadio Monumental, Buenos Aires Nézőszám: 71 483 Játékvezető: Gonella (olasz) Asszisztensek: Ramón Barreto (uruguayi), Erich Linemayr (osztrák) |

| Argentína | Hollandia |

|                      |    |                     |  |     |     |
|                      |    |                     |  |     |     |
| GK                   | 5  | Ubaldo Fillol       |  |     |     |
| RB                   | 15 | Jorge Olguín        |  |     |     |
| CB                   | 7  | Luis Galván         |  |     |     |
| CB                   | 19 | Daniel Passarella   |  |     |     |
| LB                   | 20 | Alberto Tarantini   |  |     |     |
| DM                   | 6  | Américo Gallego     |  |     |     |
| RM                   | 2  | Osvaldo Ardiles     |  | 66' | 40' |
| LM                   | 10 | Mario Kempes        |  |     |     |
| RF                   | 4  | Daniel Bertoni      |  |     |     |
| CF                   | 14 | Leopoldo Luque      |  |     |     |
| LF                   | 16 | Oscar Alberto Ortiz |  | 75' |     |
| Cserék:              |    |                     |  |     |     |
| MF                   | 12 | Omar Larrosa        |  | 66' |     |
| MF                   | 9  | René Houseman       |  | 75' |     |
| Szövetségi kapitány: |    |                     |  |     |     |
| César Luis Menotti   |    |                     |  |     |     |

|                      |    |                      |     |     |     |
|                      |    |                      |     |     |     |
| GK                   | 8  | Jan Jongbloed        |     |     |     |
| SW                   | 5  | Ruud Krol            | 15' |     |     |
| RB                   | 6  | Wim Jansen           |     | 75' |     |
| CB                   | 22 | Ernie Brandts        |     |     |     |
| LB                   | 2  | Jan Poortvliet       | 96' |     |     |
| RM                   | 13 | Johan Neeskens       |     |     |     |
| CM                   | 9  | Arie Haan            |     |     |     |
| LM                   | 11 | Willy van de Kerkhof |     |     |     |
| RF                   | 10 | René van de Kerkhof  |     |     |     |
| CF                   | 16 | Johnny Rep           |     | 58' |     |
| LF                   | 12 | Rob Rensenbrink      |     |     |     |
| Cserék:              |    |                      |     |     |     |
| FW                   | 18 | Dick Nanninga        |     | 58' |     |
| DF                   | 20 | Wim Suurbier         |     | 75' | 96' |
| Szövetségi kapitány: |    |                      |     |     |     |
| Ernst Happel         |    |                      |     |     |     |